# Aero Commander
Aero Commander war ein US-amerikanischer Flugzeughersteller, der im Laufe der Jahre ein Tochterunternehmen von Rockwell International (1958) und Gulfstream Aerospace (1981) wurde.

## Geschichte

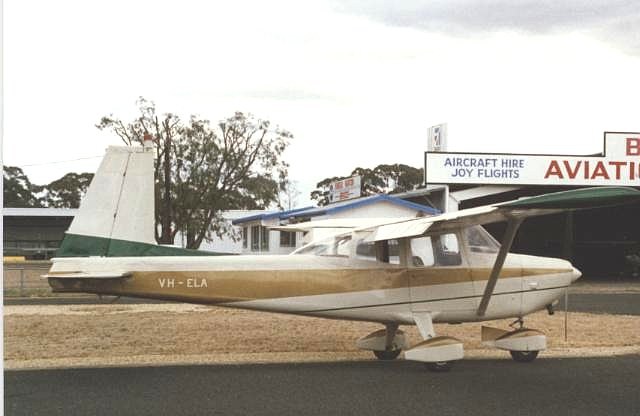
Aero Commander 100

Das Unternehmen wurde 1944 in Culver City, Kalifornien, von ehemaligen Mitarbeitern der Douglas Aircraft Company gegründet, um ein leichtes zweimotoriges Transportflugzeug zu entwerfen und herzustellen, den Aero Commander 500.
Nach dem Einstieg von mehreren Investoren aus Oklahoma, um die Fertigstellung der Entwicklung und Zulassung durch die Civil Aeronautics Administration finanziell abzusichern, firmierte das Unternehmen im September 1950 in Aero Design and Engineering Company um und siedelte sich in der Nähe von Oklahoma City an, dem heutigen Wiley Post Airport. Der erste Aero Commander 520 wurde im August 1951 fertig gestellt. Der mit einer Druckkabine versehene 720 Alti-Cruiser wurde 1958 am Markt eingeführt.
Rockwell International übernahm im Oktober 1958 das Unternehmen und führte es als Tochterunternehmen weiter. In den folgenden Jahren wurden auch Flugzeuge als Teile der Aero-Commander-Reihe vermarktet, die von anderen Unternehmen entwickelt worden waren.
Der Twin Commander wurde 1960 eingeführt und bis 1984 produziert.
Entwickelt wurde auch der zweimotorige 1121 Jet Commander, für den man die Fertigungsrechte an Israel Aerospace Industries (IAI) verkaufte, die diesen unter der Bezeichnung Westwind herstellten.

## Flugzeuge
- Aero Commander 500 (1948)
- Aero Commander 200 (1950er Jahre, Hersteller: Meyers Aircraft Company)
- Ag Commander A-9 (1950er Jahre)
- Ag Commander S-2 Thrush (1956)
- Aero Commander 100 (1960, Hersteller: Volaircraft Incorporated)
- Aero Commander 1121 Jet Commander (1963, 1968 an  Israel Aerospace Industries verkauft, siehe IAI 1124)
- Aero Commander 685 (1972)

Ag Commander war ein Handelsname, der von Aero Commander für ihre Reihe landwirtschaftlicher Flugzeuge genutzt wurde. Zwei eigenständige Flugzeuge wurden unter dieser Bezeichnung vermarktet: CallAir A-9, verkauft als Ag Commander A-9 und B-9, und der Ayres Thrush (auch bekannt als Snow S-2), verkauft als Ag Commander S-2. Beide Flugzeuge waren ursprünglich Produkte kleinerer Hersteller, die von Aero Commander aufgekauft wurden. Die Handelsbezeichnung Ag Commander entfiel im Jahr 1970 mit der Auflösung des Aero Commander Bereiches durch Rockwell.